# Cestrino
Cestrino è una figura della mitologia greca, nato dagli amori di Eleno, figlio di Priamo, e di Andromaca, dopo la caduta di Troia ad opera dei Greci.

## Il mito
Quando scoppiò una guerra tra Achei e Troiani a causa del rapimento di Elena, regina di Sparta, ad opera di Paride, figlio di Priamo, le due fazioni si combatterono ininterrottamente per ben dieci anni.
 Grazie ad uno stratagemma dell'eroe acheo Ulisse, la città di Troia venne catturata e tutti i suoi abitanti massacrati oppure fatti schiavi. Tra le donne prigioniere c'era Andromaca, la vedova dell'eroe Ettore, la quale, dopo aver assistito alla morte del figlioletto Astianatte, avuto dal marito, venne assegnata come schiava a Neottolemo, figlio di Achille.
Dopo aver generato all'Acheo ben tre figli, questi prima di morire decise di affidarla in sposa al cognato di lei Eleno, figlio di Priamo, l'unico troiano risparmiato alla strage a causa del suo tradimento. Andromaca sposò dunque il fratello del suo primo marito e anche da lui ebbe un figlio, che fu appunto Cestrino.

### Moderne
- Pierre Grimal. Dizionario di mitologia. Parigi, Garzanti, 2005. ISBN 88-11-50482-1